# John Carmack
John D. Carmack (nascut el 21 d'agost de 1970 a Roeland Park, Kansas) és un programador de videojocs i enginyer aeroespacial i realitat virtual. Ell va cofundar Id Software. Carmack era el cap de programació dels videojocs de id Commander Keen, Wolfenstein 3D, Doom, Quake, Rage i les seves continuacions. Carmack és més conegut per les seves innovacions en gràfics de 3D, com el seu famós algoritme Carmack's Reverse pel volum d'ombres, i també és un entusiasta dels coets i fundador i enginyer cap d'Armadillo Aerospace. L'agost de 2013, Carmack va prendre la posició de CTO a Oculus VR.

## Biografia

### Inicis
Carmack, fill de reporter de notícies de la televisió local Stan Carmack, va créixer en l'àrea metropolitana de Kansas City on es va interessar en els ordinadors a una edat primerenca. Va assistir a la Shawnee Mission East High School de Prairie Village, Kansas i la Raytown South High School prop de Raytown, Missouri.
Com es diu en Masters of Doom de David Kushner, quan Carmack tenia 14 anys, va irrompre en una escola per ajudar un grup de nens a robar ordinadors Apple II. Per poder entrar a l'edifici, Carmack va deixar una substància enganxosa de tèrmit barrejada amb vaselina que es va fondre a través de les finestres. No obstant això, un còmplice amb sobrepès es va esforçar per passar a través del forat, i va obrir la finestra, el que va desencadenar una alarma silenciosa i va alertar la policia. John va ser detingut i enviat per a una avaluació psiquiàtrica (l'informe esmenta "cap empatia pels altres éssers humans i descriu Carmack com a 'un cervell a les cames'). Carmack a continuació, va ser condemnat a un any en una llar de menors.
Va assistir a la University of Missouri–Kansas City durant dos semestres abans de retirar-se a treballar com a programador independent.

### Carrera
Softdisk, una empresa informàtic a Shreveport, Louisiana, va contractar a Carmack per treballar en Softdisk G-S (una publicació d'Apple IIGS), presentant-lo a John Romero i altres membres clau del futur id Software com Adrian Carmack (sense relació). Més tard, aquest equip serà encarregat a càrrec d'un nou, però de curta durada, producte bimensual de subscripció de jocs anomenat Gamer's Edge per la plataforma IBM PC (DOS). El 1990, encara a Softdisk, Carmack, Romero, i altres van crear els primers jocs de Commander Keen, una sèrie que va ser publicat per Apogee Software, sota el model de distribució shareware, a partir del 1991. Després, Carmack va marxar de Softdisk per cofundar id Software.
Carmack ha estat pioner o popularitzat l'ús de moltes tècniques dels gràfics per ordinador, incloent "adaptive tile refresh" a Commander Keen, raycasting pel Hovertank 3-D, Catacomb 3-D, i Wolfenstein 3-D, la partició binària de l'espai en què Doom fou el primer joc a utilitzar, l'emmagatzematge en memòria cau de superfície que va inventar pel Quake, Carmack's Reverse (anteriorment conegut com a z-fail stencil shadows en anglès) que va idear pel Doom 3, i la tecnologia MegaTexture, primer usat en Enemy Territory: Quake Wars.
Els motors de Carmack també han estat autoritzats per al seu ús en altres shooters en primera persona, tan influents com el Half-Life, Call of Duty i Medal of Honor. El 2007, quan Carmack estava de vacances amb la seva dona, va acabar jugant alguns jocs al seu telèfon mòbil, i va decidir que faria un "bon" joc per a mòbils.
Al 7 d'agost de 2013, Carmack es va unir a Oculus VR com el seu CTO. Al 22 de novembre de 2013, va renunciar a id Software per treballar a temps complet en Oculus VR. La raó de Carmack per marxar va ser perquè l'empresa matriu de id, ZeniMax Media no voler donar suport a Oculus Rift.

## Tecnologies
- Adaptive Tile Refresh (usat en Commander Keen).
- Ray casting (usat en Hovertank 3-D, Catacomb 3-D i Wolfenstein 3-D).
- Partició binària de l'espai (usat en les sagues de Doom i Quake).
- Surface caching (usat en les sagues de Quake).
- Carmack's reverse (un algoritme per volum d'ombra usat en Doom 3)
- MegaTexture (usat en Rage).

## Armadillo Aerospace

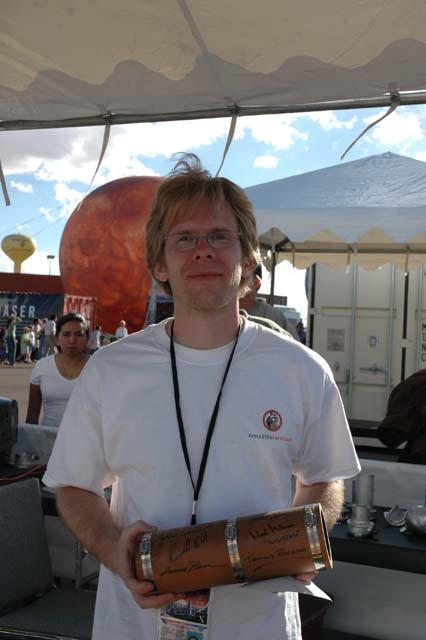
John Carmack al 2005 X PRIZE Cup a Las Cruces i Alamogordo, New Mexico.

Al voltant del 2000, Carmack es va interessar en els coets, un hobby de la seva joventut. Va començar donant suport financer a alguns grups d'aficionats locals abans d'iniciar Armadillo Aerospace. Carmack va fundar la companyia de la seva butxaca, per “alguna cosa al nord d'un milió de dòlars a l'any”. Carmack va aprendre per si mateix enginyeria aeroespacial i va ser enginyer principal de l'empresa. La companyia va fer un progrés constant cap als seus objectius de vol espacial suborbital i vehicles orbitals eventuals. A l'octubre de 2008, Armadillo Aerospace va competir en un concurs de la NASA conegut com el Lunar Lander Challenge, guanyant el primer lloc en la competició Level 1 guanyant $350.000. Al setembre de 2009, van finalitzar el Level 2 i van aconseguir $500,000. La companyia va entrar en "mode d'hibernació" en 2013.

## Programari de codi lliure
Carmack és un defensor ben conegut del programari de codi lliure, i ha expressat reiteradament la seva oposició a les patents de programari, que declarant-ho com a "assaltador". També ha contribuït a projectes de codi obert, com iniciar el port inicial del X Window System a Mac OS X Server i treballant per millorar els controladors d'OpenGL a Linux a través del projecte Utah GLX.
Carmack va alliberar el codi font de Wolfenstein 3D en 1995 i el de Doom en 1997. Quan el codi font de Quake va ser filtrar i circular a través de la comunitat de Quake el 1996, un programador no vinculat a id Software el va utilitzar per portar el Quake a Linux, i posteriorment va enviar-los a Carmack. id Software llavors va donar a conèixer públicament el codi font de Quake, Quake 2, Quake 3 i finalment Doom 3 (incloent, més tard, el BFG Edition), tot això sota la GNU General Public License (GPL). El codi font de Doom també va ser rellançat en el marc del GPL el 1999. El motor id Tech 4, més comunament conegut com el "motor de Doom 3", també va ser llançat com a codi obert sota la GPL. El codi font de Hovertank 3D i Catacomb 3D (així com l'anterior Catacomb de Carmack) va ser llançat el juny de 2014 per Flat Rock Software amb el suport de Carmack. D'altra banda, Carmack ha tingut diverses vegades al llarg dels anys l'opinió escèptica sobre Linux com a plataforma de videojocs, per exemple, el 2013 ell va estar a favor de l'emulació "com la direcció tècnica adequada per a jocs en Linux" i en 2014 va expressar l'opinió que Linux podria ser el major problema per a l'èxit de la Steam Machine.
Carmack també és conegut per les seves generoses contribucions a organitzacions benèfiques i comunitats de videojoc. Alguns dels destinataris de les contribucions caritatives de Carmack es poden incloure el seu antic institut, promotors de programari de codi obert, els oponents de les patents de programari, i els entusiastes dels jocs. El 1997, va regalar un dels seus Ferraris (un model 328) com a premi a Dennis Fong, el guanyador del torneig Quake de "Red Annihilation".

## Vida personal i filosofia
Carmack va conèixer la seva dona Katherine Anna Kang al QuakeCon de 1997 quan va visitar les oficines de id. Com una aposta, Kang va desafiar a Carmack per patrocinar el primer All Female Quake Tournament si ella era capaç d'aportar un nombre significatiu de participants. Carmack i Kang es van casar l'1 de gener de 2000 i van planejar una cerimònia a Hawaii. Steve Jobs va sol·licitar que posposés la cerimònia perquè Carmack pogués assistir a la MacWorld Expo el 5 de gener de 2000. Carmack i Kang van declinar i en comptes d'això van fer un vídeo. Carmack i Kang també van tindre un fill en 2004. Carmack té bloc amb última actualització en 2006 (prèviament un .plan), un compte actiu de Twitter, i també de tant en tant a realitza comentaris a Slashdot.
Com a desenvolupador de jocs, Carmack es distingeix de molts dels seus contemporanis, evitant compromís amb una data de llançament definitiva per a qualsevol joc que està desenvolupant. En canvi, quan se li pregunta per una data de llançament en un nou títol, Carmack sol respondre que el joc serà llançat "when it's done" (quan estigui fet). Treballadors a Apogee, en els seus últims anys publicant els jocs de id Software, van adoptar aquesta pràctica. Altres desenvolupadors de jocs, com ara Blizzard Entertainment i Valve, han fet declaracions similars.
Carmack va donar suport a la campanya presidencial de 2012 del Republicà Ron Paul. Carmack es coneix com un llibertari acèrrim i un fan de Thomas Sowell.
Carmack és ateu.
Carmack li agrada la pizza. Durant la seva temporada a id Software, una pizza de pepperoni mitjana solia arribar fins a Carmack des de Domino's Pizza gairebé tots els dies - portat per la mateixa persona del lliurament durant més de 15 anys. Carmack havia estat un client tan regular que encara li cobren preus de 1995.
Carmack ha elogiat a vegades els esforços dels programadors que es van centrar de manera similar. Primer Ken Silverman, que va programar el motor Build per a 3D Realms, i més tard amb Tim Sweeney d'Epic Games, que va programar l'Unreal Engine.

## Reconeixements
| Data       | Premi                                                                                         | Descripció |
| ---------- | --------------------------------------------------------------------------------------------- | --- |
| 1996       | Nomenat entre les persones més influents en els jocs d'ordinador de l'any i de tots els temps | #1 i #2 en les llistes de GameSpot. |
| 1997       | Nomenat entre les persones més influents de tots els temps                                    | #7 en la llista de Computer Gaming World, per al disseny de jocs. |
| 1999       | Nomenat entre les 50 persones més influents en la tecnologia                                  | #10 en la llista del Time. |
| 2001-03    | Premi a la contribució de la comunitat per al motor de Quake 3                                | Usat en 12 jocs. Atorgat al 2001 en el Game Developer's Conference Award Ceremony. |
| 2001-03-22 | Afegit al Academy of Interactive Arts and Sciences' Hall of Fame                              | La quarta persona a ser admesa, un honor conferit a aquells que han aconseguit èxits revolucionaris i innovadors en la indústria dels videojocs i l'ordinador. |
| 2002       | Nomenat al MIT Technology Review TR100                                                        | S'inclou com un dels 100 principals innovadors en el món menors de 35. |
| 2003       | Un tema del llibre Masters of Doom                                                            | Masters of Doom és una crònica de id Software i els seus fundadors. |
| 2005       | Nom al cinema                                                                                 | La pel·lícula Doom va comptar amb un personatge anomenat Dr. Carmack, en reconeixement de Carmack que va co-crear el joc original. |
| 2006-03    | Afegit al Walk of Game                                                                        | Walk of Game és un esdeveniment que reconeix als desenvolupadors de jocs i amb el major impacte en la indústria. |
| 2007-01    | Guardonat amb 2 Premis Emmy                                                                   | Carmack i id Software van ser guardonats amb dos Premis Emmy. El primer va ser Science, Engineering & Technology for Broadcast Television, que inclou la distribució de difusió, per cable i per satèl·lit. El segon va ser per Science, Engineering and Technology for Broadband and Personal Television, que abasta la televisió interactiva, la tecnologia de videojocs, i per primera vegada, Internet, els telèfons mòbils, xarxes privades, i reproductors de mitjans personals. id Software és el primer desenvolupador de jocs independent que se li ha atorgat un Emmy des que l'Acadèmia va començar a fer honor a la innovació tecnològica en 1948. |
| 2007-09    | Aparició a la televisió                                                                       | Va aparèixer en Daily Planet a Discovery Channel Canada amb els seus dissenys de coets juntament amb l'equip d'Armadillo Aerospace. |
| 2008       | Honorat                                                                                       | Carmack va ser honorat al 59è Annual Technology & Engineering Emmy Awards pel paper pioner de Quake de la modificabilitat de l'usuari. Ell és l'únic programador de videojocs mai honrat dues vegades pel National Academy of Television Arts & Sciences, després d'haver rebut un premi Emmy en 2007 per la seva creació de la tecnologia 3D subjacent als videojocs shooter moderns. |
| 2008-10    | Guanyador de la X-Prize                                                                       | Armadillo Aerospace de Carmack va guanyar el premi de $350.000 Level One X-Prize Lunar Lander Challenge. |
| 2010-3-11  | Lifetime Achievement Award                                                                    | Va ser premiat al Lifetime Achievement Award Game Developers Conference pel seu treball. |
| 2016-04-07 | BAFTA Fellowship Award                                                                        | Guardonada amb el màxim honor de l'Acadèmia, la Fellowship per "el treball que ha estat sempre a l'avantguarda dels jocs i la seva experiència tècnica per ajudar que el futur arribi una miqueta més ràpid". |

## Videojocs
Els títols que es mostren a continuació estan en ordre cronològic invers.
| Data llançament  | Títol                                       | Desenvolupador             | Publicador                                        | Acreditat per                                                      |
| ---------------- | ------------------------------------------- | -------------------------- | ------------------------------------------------- | ------------------------------------------------------------------ |
| Q1/Q2 2016       | Doom                                        | id Software                | Bethesda Softworks                                | L'exdirector tècnic, ex-programador del motor, l'ex-desenvolupador |
| 16 octubre 2012  | Doom 3 BFG Edition                          | id Software                | Bethesda Softworks                                | El director tècnic, programador del motor, desenvolupador          |
| 4 octubre 2011   | Rage                                        | id Software                | Bethesda Softworks                                | El director tècnic, programador del motor, desenvolupador          |
| 28 setembre 2007 | Enemy Territory: Quake Wars                 | Splash Damage              | Activision                                        | Programació                                                        |
| 1 maig 2006      | Orcs & Elves                                | Fountainhead Entertainment | Electronic Arts                                   | Productor/programador/guionista                                    |
| 18 octubre 2005  | Quake 4                                     | Raven Software             | Activision, Bethesda Softworks (republished 2012) | Director tècnic                                                    |
| 13 setembre 2005 | Doom RPG                                    | Fountainhead Entertainment | id Software                                       | Productor/programador                                              |
| 3 abril 2005     | Doom 3: Resurrection of Evil                | Nerve Software             | Activision                                        | Director tècnic                                                    |
| 3 agost 2004     | Doom 3                                      | id Software                | Activision                                        | Director tècnic                                                    |
| 19 novembre 2001 | Return to Castle Wolfenstein                | id Software                | Activision                                        | Director tècnic                                                    |
| 18 desembre 2000 | Quake III: Team Arena                       | id Software                | Activision                                        | Programació                                                        |
| 2 desembre 1999  | Quake III Arena                             | id Software                | Activision                                        | Programació                                                        |
| 30 novembre 1997 | Quake II                                    | id Software                | Activision                                        | Programació                                                        |
| 31 març 1997     | Doom 64                                     | Midway Games               | Midway Games                                      | Programació                                                        |
| 22 juny 1996     | Quake                                       | id Software                | GT Interactive                                    | Programació                                                        |
| 31 maig 1996     | Final Doom                                  | id Software                | GT Interactive                                    | Programació                                                        |
| 30 octubre 1995  | Hexen: Beyond Heretic                       | Raven Software             | id Software                                       | Motor 3D                                                           |
| 23 desembre 1994 | Heretic                                     | Raven Software             | id Software                                       | Programador del motor                                              |
| 30 setembre 1994 | Doom II: Hell on Earth                      | id Software                | GT Interactive                                    | Programació                                                        |
| 10 desembre 1993 | Doom                                        | id Software                | id Software                                       | Programació                                                        |
| 1993             | Shadowcaster                                | Raven Software             | Origin Systems                                    | Motor 3D                                                           |
| 18 setembre 1992 | Spear of Destiny                            | id Software                | FormGen                                           | Enginyer de programari                                             |
| 5 maig 1992      | Wolfenstein 3D                              | id Software                | Apogee Software                                   | Programació                                                        |
| 1991             | Catacomb 3-D                                | id Software                | Softdisk                                          | Programació                                                        |
| 1991             | Commander Keen in Aliens Ate My Babysitter! | id Software                | FormGen                                           | Programació                                                        |
| 15 desembre 1991 | Commander Keen in Goodbye Galaxy!           | id Software                | Apogee Software                                   | Programació                                                        |
| 1991             | Commander Keen: Keen Dreams                 | id Software                | Softdisk                                          | Programació                                                        |
| 1991             | Shadow Knights                              | id Software                | Softdisk                                          | Disseny/programació                                                |
| 1991             | Rescue Rover 2                              | id Software                | Softdisk                                          | Programació                                                        |
| 1991             | Rescue Rover                                | id Software                | Softdisk                                          | Programació                                                        |
| 1991             | Hovertank 3D                                | id Software                | Softdisk                                          | Programació                                                        |
| 1991             | Dangerous Dave in the Haunted Mansion       | id Software                | Softdisk                                          | Programació                                                        |
| 14 desembre 1990 | Commander Keen in Invasion of the Vorticons | id Software                | Apogee Software                                   | Programació                                                        |
| 1990             | Slordax: The Unknown Enemy                  | Softdisk                   | Softdisk                                          | Programació                                                        |
| 1990             | Catacomb II                                 | Softdisk                   | Softdisk                                          | Desenvolupador                                                     |
| 1990             | Catacomb                                    | Softdisk                   | Softdisk                                          | Programació                                                        |
| 1990             | Dark Designs II: Closing the Gate           | Softdisk                   | Softdisk                                          | Programació/disseny                                                |
| 1990             | Dark Designs: Grelminar's Staff             | John Carmack               | Softdisk                                          | Desenvolupador                                                     |
| 1990             | Tennis                                      | John Carmack               | Softdisk                                          | Desenvolupador                                                     |
| 1990             | Wraith: The Devil's Demise                  | John Carmack               | Nite Owl Productions                              | Desenvolupador                                                     |
| 1989             | Shadowforge                                 | John Carmack               | Nite Owl Productions                              | Desenvolupador                                                     |